# 鉄平 (野球)
鉄平（てっぺい、本名：土谷 鉄平〈つちや てっぺい〉、1982年12月27日 - ）は、大分県大分市出身の元プロ野球選手（外野手・右投左打）、プロ野球コーチ、野球解説者。
2016年2月にプロ野球からの引退を発表してからは、東北楽天ゴールデンイーグルスの球団職員として、球団が運営する「楽天イーグルスアカデミー」のジュニア部門でコーチを担当し、同球団の本拠地である仙台を拠点に野球解説者としても活動していた。2019年からは楽天の二軍外野守備走塁コーチを務め、2020年から2021年まで一軍打撃コーチ。2022年からは再び野球解説者を務める。

## 経歴

### プロ入り前
父親が剣道マンガ『おれは鉄兵』（ちばてつや）のファンで、そこから「鉄平」と名前付けられた。強い子に育ってほしいという願いがこめられている。小学校1年の時、兄の影響で野球を始め「ふじが丘少年野球団」でプレー。中学時代は野球部に入部し、ピッチャーとショートを受け持つ。小・中学校の先輩に安藤優也、脇谷亮太がいる。
津久見高等学校時代は、1年から遊撃手のレギュラーを獲得。高校通算で打率.551、32本塁打の記録を残した。甲子園への出場経験はないものの、50メートル走5.9秒、遠投110メートルの身体能力の高さから「九州のイチロー」として注目された。
2000年のドラフト会議で中日ドラゴンズから5位指名を受け、入団。

### 中日時代
2003年はウエスタン・リーグで遊撃手のレギュラーを獲得する。しかし守備面で伸び悩み、打撃を活かすためそのオフに外野手へコンバートされた。
2004年、プロ4年目で一軍初出場・初安打を記録し、主に代走や外野の守備固めとして50試合に出場した。6月1日に「6番・左翼手」でプロ初スタメン出場。10月9日に行われたファーム日本選手権でサヨナラ安打を放ってチームをファーム日本一に導き、最優秀選手賞（MVP）を獲得した。また、日本シリーズでは、5試合（第2、4、5、6、7戦）に代走として出場し、第7戦では得点を記録した。
2005年、ウエスタン・リーグでは3位の打率.336、13盗塁の好成績を残したが、一軍では2試合の出場に終わった。当時の一軍には福留孝介、アレックス・オチョア、英智、井上一樹、森野将彦などの有力選手が揃っており、二軍で好成績を残しても一軍での出場機会には恵まれない状況が続いた。

### 楽天時代
2005年オフ、中日監督の落合博満の「ほかのチームだったらあるんじゃないか」という配慮によりトレード要員通告され、その後金銭トレードで東北楽天ゴールデンイーグルスに移籍。それに伴って、登録名を「土谷鉄平」から「鉄平」に改めた。
2006年、開幕戦の北海道日本ハムファイターズ戦に「1番・中堅手」としてスタメン出場する。4月22日の埼玉西武ライオンズ戦で西口文也からプロ初本塁打を放つ。6月2日は古巣の中日戦（フルキャストスタジアム宮城）で4安打を放ちサヨナラ勝ちにつなげ、試合後、中日監督の落合博満から「お前を（トレードに）出した甲斐があった」とのコメントを受けた。6月30日の日本ハム戦から7月6日の千葉ロッテマリーンズ戦にかけて9打席連続三振を記録。野手の連続三振記録の新記録となった。この年は103試合に外野手として出場し、チーム2位の打率.303を残す。また、西岡剛、赤田将吾、川﨑宗則と並んでリーグトップタイの7三塁打を記録した。ファンからの最多投票を受け、楽天野球団主催の『2006年度MVP選手』に選ばれる。これにより、2007年度の同球団ファンクラブ特典のフィギュアは鉄平となった。11月、イオン日米野球2006に監督推薦選手として出場。スコアボードになぜか「東北鉄平」と誤表示されてしまうというハプニングもあった。12月7日、球団史上最高となる220%の年俸アップ率で契約更改をし「自費で新幹線に乗るときはいつも自由席だったけど、これからは座席が広いグリーン車に乗れそうです」とコメントした。また、この日「グッズを作り直すのが大変だろうから」と、背番号は変更しないことを発表した。
2007年、3月24日の開幕戦から11試合連続ヒットを記録する。5月6日、北京オリンピック日本代表選手・第一次候補選手に選ばれる。7月20日、21日に行われたオールスターゲームに、ファン投票で選出され（楽天からは鉄平含め合計8名選出）、第1戦（東京ドーム）では途中出場、第2戦（フルキャストスタジアム宮城）では「1番・中堅手」でスタメン出場した。8月7日、日本ハム戦でライアン・グリンから第10号本塁打を放つ。この年はチーム2位の135試合に出場した。打率.254、出塁率.311は共に昨年よりダウンするも、本塁打が10本と、プロ初の二桁本塁打を記録。打順はシーズン通して一定しなかったが、下位打線で出場することが多かった。
2008年、この年は序盤からなかなか調子が上がらず、開幕戦は2番で出場したが、その後は8番での起用となった。しかし開幕から1番だった渡辺直人の怪我により、交流戦のころから1番になると大幅に調子を上げるが、6月8日の中日戦で本塁に突入した際に足を痛め登録抹消、チームも順位を下げる。しかし、この年それまでで自己最多の打点を記録し、得点圏打率は3割2分を超えた。11月22日、入籍をしたと発表した。
2009年、最高年俸だった礒部公一が大減俸となったため、楽天外野手最高年俸の選手となった。週刊ベースボールのインタビューで「今年の自分の鍵を握る最大のポイントは運ですね」とシーズンに臨む意気込みを語っている。3割5分を超える高打率を維持していた5月、「気持ち悪い」と体調不良を訴えて二軍降格。症状からメニエール病ではないかと心配されたものの検査したところ特に異常はなかったため、すぐ公式戦に復帰した。8月6日には球団新記録となる22試合連続安打を記録。同日は決勝打を含む3安打を放ち、打率トップに浮上する。最終的に連続試合安打の記録を24まで伸ばしている。また、この頃には4番を務める山﨑武司と並ぶ不動の3番バッターとして活躍。8月の成績は打率.402、3本塁打、24打点で自身初の月間MVPを受賞。終盤やや打率を落としたものの、最後までトップの座を守り、初の打撃タイトルとなる首位打者を獲得した。打率.327、12本塁打、76打点、13盗塁は自己最多。前年左投手に.202と苦しんだがこの年は.314、7本塁打をマークした。更にシーズン記録では5位タイとなる両リーグ最多の13本の三塁打を放つなど飛躍のシーズンとなった。10月13日にはこの活躍により大分市民栄誉賞の進呈が発表された。同賞を贈られるのは同学年の内川聖一に次いで2人目。また、初となる外野手のベストナインに選出された。実は8月9日の対日本ハム戦で武田勝からボールを受けて（この時の判定はファウル）左手人差し指を骨折をしていたが、それでも試合に出続けていたことをオフの激励パーティーにて語った。
マスコミやシーズンオフの出演等も控え気味であったが、2009年の「報知プロスポーツ大賞」（報知新聞社主催）の表彰式等に出演。石川遼等の各界スポーツ選手と壇上に立った。また年末の日本テレビ系列で放送された『中居正広の7番勝負!超一流アスリートVS芸能人どっちが勝つの?SP2』内の軟式野球に、亀梨和也等の各芸能人と多村仁志、内川聖一らと出演。鉄平・多村・内川という一流プロ野球選手（打者）3人を連続で抑えることができるかという企画に挑戦した。

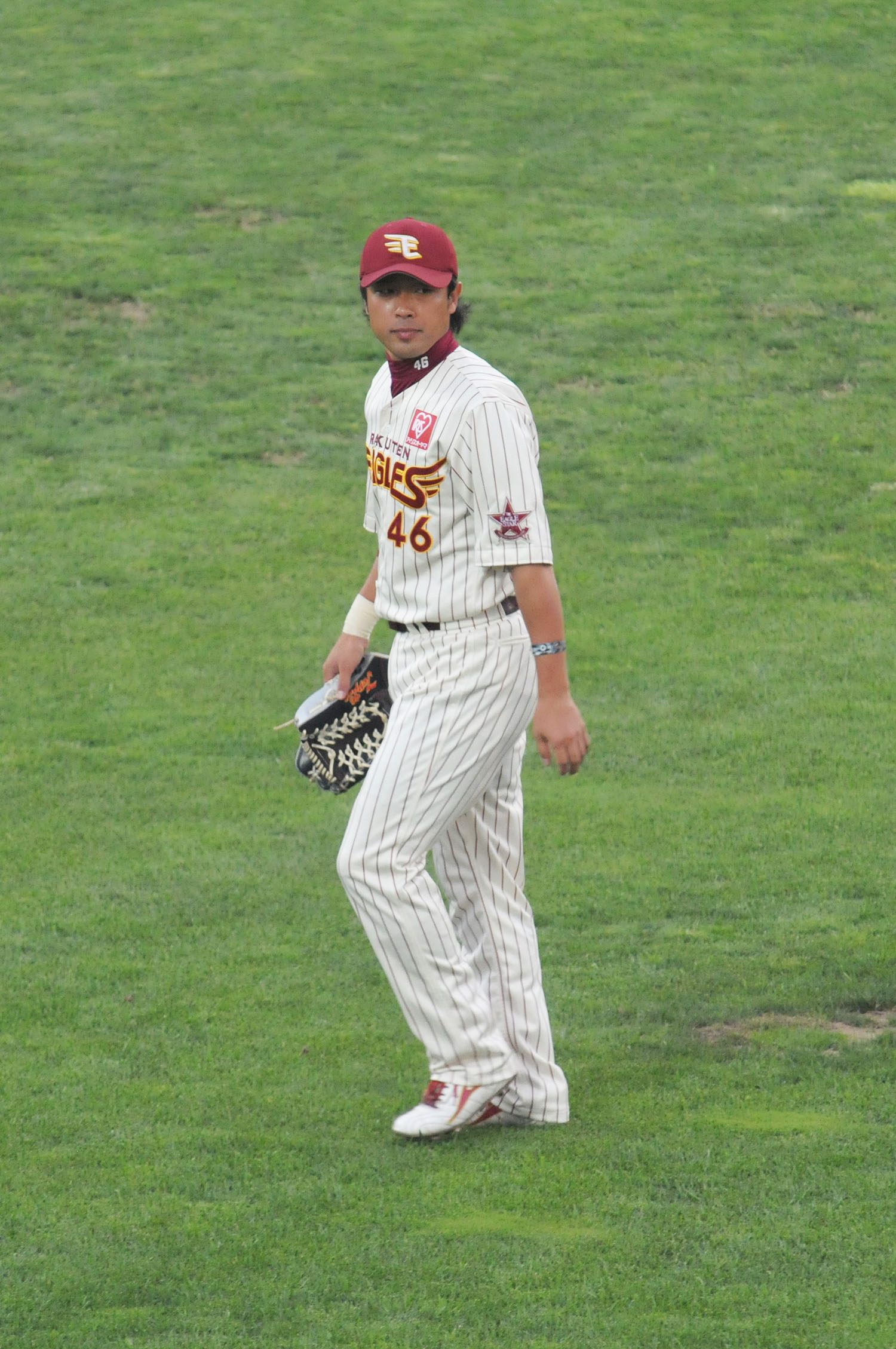
楽天時代（2012年）

2010年、正月特番として放送された日本テレビの『徳光&所の世界記録工場 PART6』では上野由岐子らが出演した日米の女子ソフトボール投手との「ヒットを打てば100万円」対決企画を行った。この年は聖澤諒がレギュラーに抜擢された影響によって右翼手にコンバートされた。シーズン前半は交流戦の読売ジャイアンツ戦、阪神タイガース戦で自身初を含む2度のサヨナラ安打を打つ活躍を見せたが、前年と比べて打率が上がらずに苦戦。その影響で打順が固定されず、4番で出場した試合もあった。後半は前年に迫るほどに調子を上げ、9月12日のオリックス・バファローズ戦から9月14日の日ハム戦にかけて9打数連続安打（パ・リーグ2位タイ）を記録。しかしシーズン閉幕直前の9月18日のロッテ戦で小林宏から死球を受け右足小指を骨折（この時はそのまま走者として試合に出続け、中村紀洋のヒットによってサヨナラのホームを踏んだ）。後日即登録抹消されそのままシーズンを終える。打率は3割を超えたものの、得点圏打率は.271とやや不本意な成績だった。
2011年、新しく監督に就任した星野仙一から、山﨑武司に代わる新キャプテンに指名され、キャンプでは左翼手にコンバートされたが、右翼手のレギュラー候補であった牧田明久が故障離脱したため右翼手に戻された。この年は新たに統一球が導入されたこともありスイングの修正に取り組んだが、本人が「すべてを失った」というほどの不振に陥った。シーズンに入ってからはまったく調子が上がらず、中盤はほとんどファームで過ごす事となった。91試合の出場で打率.228、1本塁打、17打点と楽天移籍後としては最低の成績となった。打撃はサッパリだったものの、守備では出場試合が少ないにもかかわらず、リーグ2位となる9個の補殺を記録した。
2012年は前年までよりバットを短く持つスタイルに変更するものの、開幕をベンチスタートで迎える。当初の外野陣はルイス・テレーロ、聖澤、牧田の3人で固定されており、代打や守備固めでの出場が主であったが、テレーロと牧田が不振でスタメンを外されるようになると、代わってスタメンの機会が増えた。6月頃からかつての打撃に迫るほどの調子の良さを見せ、6月の月間打率は.381を記録。一時は3割を越える打率を記録して完全復調したと思われたが好調も続かず、打率は前年より若干良くなったものの.251に終わり、結局レギュラーの座を奪い返すまでには至らなかった。守備ではライトを中心に、前年から守り始めたレフト、そしてかつて守っていたセンターの守備に就くなど、外野3ポジション全てで守備に就いた。
2013年には選手会長に就任。開幕当初は牧田が「5番・ライト」で起用されていたことなどから、前年と同様に代打や守備固めでの起用が多かった。4月26日には、出場選手登録の通算日数が8年に達したことから、日本国内でのみ行使できる国内フリーエージェント（FA）権の資格取得条件を満たしている。牧田が4月下旬に左手首を痛めて戦線を離脱してからは、一時ライトのレギュラーに復帰。しかし、交流戦期間中から、入団2年目の島内宏明や捕手登録の岡島豪郎（いずれも鉄平と同じ左打者）にスタメンの座を明け渡すことが多くなった。その影響や自身の打率低迷などから、7月1日に出場選手登録を抹消されると、シーズン終了まで二軍生活に終始。チームは創設9年目でパシフィック・リーグ初優勝を果たしたものの、クライマックスシリーズ・ファイナルステージでは出場機会がなく、日本シリーズの出場資格者名簿からも外れた。なお、日本シリーズの終了後には、前述の国内FA権を行使せずにチームへ残留する意向を表明。さらに、野球協約で定められた年俸の減額制限を大幅に超える球団からの減俸提示を了承したうえで、契約を更改した。

### オリックス時代

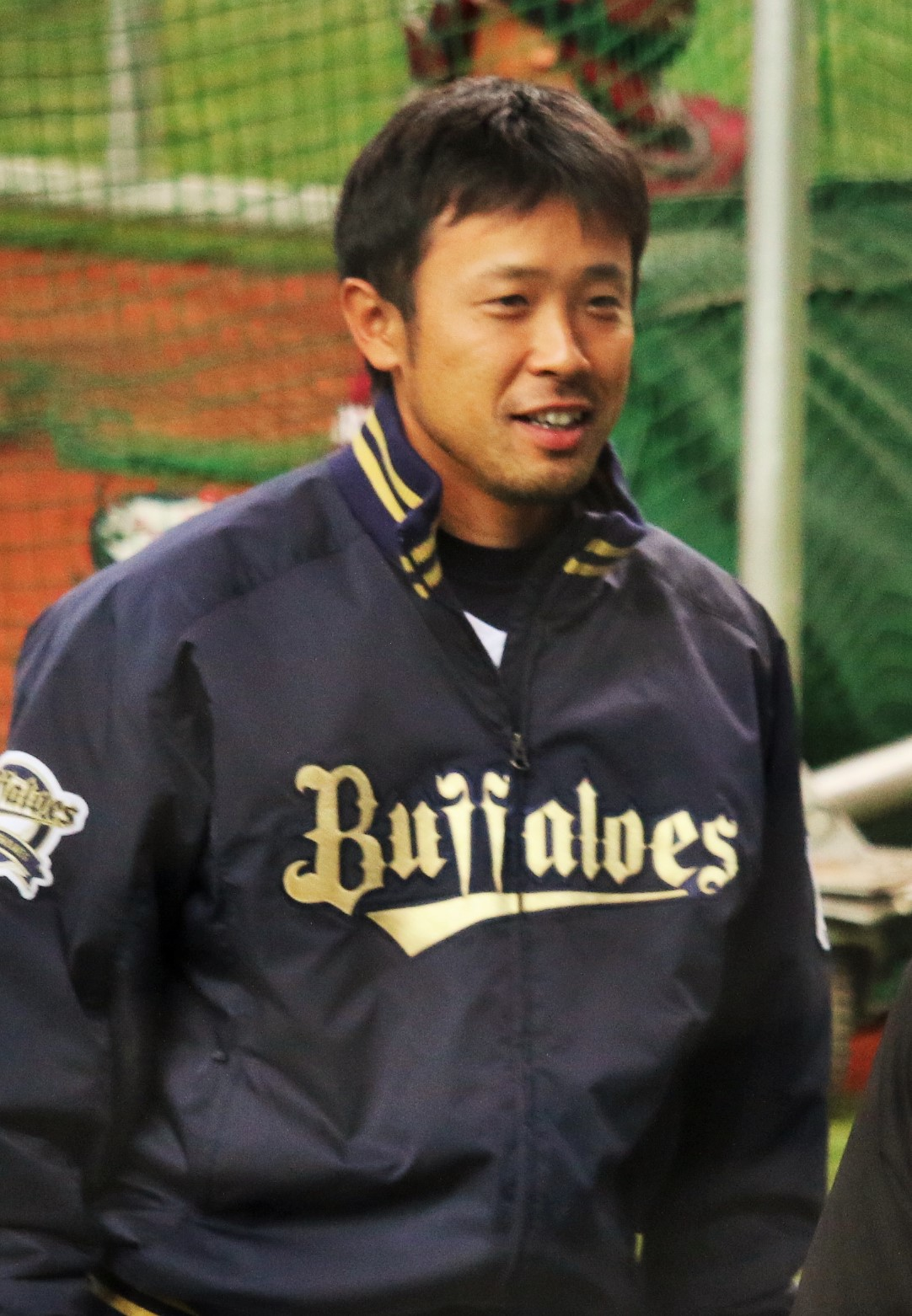
オリックス時代
（2014年3月12日 京セラドーム大阪にて）

楽天では2014年もチームの選手会長を務めることが内定していたが、2013年12月19日に、後藤光尊とのトレードでオリックス・バファローズへ移籍することが発表された。背番号は、「（人生初の関西暮らしで）ゼロからレベルアップしていきたい」という理由から、自身初の0に決まった。
2014年には、公式戦の開幕から一軍に帯同。選手の調子や相性に応じて日替わりでスタメンを組む一軍監督・森脇浩司の方針から、右投手の先発が予告されている試合にスタメンへ起用される一方で、試合の途中から守備要員として出場することもある。4月30日のソフトバンク戦（京セラドーム大阪）では、4回裏の第2打席で移籍第1号となる2点本塁打を放って、球団新記録に当たる同月公式戦月間18勝の達成に貢献した。以降は一軍公式戦への出場機会を十分に確保できず、50試合の出場で打率.227と振るわなかった。
2015年には、開幕を二軍で迎えたが、ウエスタン・リーグ公式戦では開幕から打率.371と好調。5月上旬には、中堅手のレギュラーや左の代打要員が定まらない阪神タイガースが、鉄平の獲得調査を進めていることが報じられた。結局、同球団への移籍に至らないまま、5月下旬から一軍と二軍を往復。ウエスタン・リーグ公式戦では、通算45試合の出場で.406という高打率を記録したほか、一塁の守備に就いたこともあった。しかし、一軍公式戦では13試合の出場で打率.136と低迷。シーズン終盤に左足の肉離れで戦線を離脱する と、シーズン終了後の10月26日に、球団から戦力外通告を受けた。

### オリックス退団後
2016年の春季キャンプ開始直前（1月下旬）までを目途に、NPB他球団からの獲得のオファーを待ちながら、現役続行に向けた自主トレーニングへ専念。ただし、2015年11月10日に草薙球場で開催の12球団合同トライアウトには、前述の肉離れが完治していないことを理由に参加を見送った。
2015年内に他球団への移籍に至らなかったため、2016年に入ってからは、他球団の入団テストへの参加を希望。楽天時代のチームメイトの渡辺直人や独立リーグの球団へ所属する選手と共に、千葉県館山市内で自主トレーニングに取り組んだが、鉄平に入団テストの実施を申し出る球団はなかった。このため、今後も野球界へ携わることを視野に、現役を引退することを決意。自主トレーニングの終了直後（2016年1月27日）に、現役引退を表明した。

### 引退後
2016年3月1日付で、古巣の楽天に球団職員として復帰。「楽天イーグルスアカデミー」（楽天球団が運営するベースボールスクール）ジュニア部門のコーチを務め 、J SPORTS・Rakuten.FM TOHOKU（いずれも同球団の主管試合中継）や東北放送・東日本放送・仙台放送の野球解説者としても活動した。その一方で、東北福祉大学硬式野球部のOBを中心に結成された日本野球連盟所属のクラブチーム・TFUクラブ所属の外野手として、社会人野球でのプレーも続けた。ちなみに、TFUクラブでの登録名は本名（土谷鉄平）で、背番号は楽天の選手時代と同じ46。その一方で、楽天球団の職員や野球解説者として活動する場合には、楽天・オリックス選手時代の登録名「鉄平」を活動の名義に用いた。
2019年から東北楽天ゴールデンイーグルス二軍外野守備走塁コーチに就任。コーチとしても引き続き「鉄平」名義を使用する。2020年からは一軍打撃コーチを務めたが、鉄平本人からの申し出により、2021年11月8日に退団が発表された。
2022年からは再び東北放送・楽天球団制作中継（J SPORTS、パ・リーグTVなど）他の野球解説者として4年ぶりに復帰。出演メディアによってはフルネームで紹介されることがある。
2024年からは東北楽天リトルシニアの監督に就任する。

## 選手としての特徴
遠投110メートル、50メートル走5.9秒、一塁到達3.98秒の高い身体能力を持ち、野村克也から「中日はどうしてこんなにいい選手を出したかわからん」と言われたほどの野球センスを誇る。
打席では、つばの陰で一部目線が隠れて左投手のカーブの軌道が見えなくなることがあるほどヘルメットを深めに被るのが特徴。コンパクトなスイングで手元でボールをミートするバッティングと優れた選球眼を持ち、時折一発を放つ程度のパンチ力と、どのような球にも対応可能な技術を備え、特別苦手とするコースがない。
守備では広い守備範囲と肩の強さを併せ持ち、2010年には右翼手に転向。2008年から2年連続で外野手の最多失策を記録したが、2010年には右翼手でリーグ最高のUZR8.6をマークした。
現役引退後の本人へのインタビューでは、自身について、足が速いわけでも守備が上手いわけでもないとしつつ、「バッティングについてはこだわりがありましたし、少しだけですが結果を残すことができた。」と述べている。

## 詳細情報

### 年度別打撃成績
| 年 度      | 球 団      | 試 合 | 打 席 | 打 数 | 得 点 | 安 打 | 二 塁 打 | 三 塁 打 | 本 塁 打 | 塁 打 | 打 点 | 盗 塁 | 盗 塁 死 | 犠 打 | 犠 飛 | 四 球 | 敬 遠 | 死 球 | 三 振 | 併 殺 打 | 打 率 | 出 塁 率 | 長 打 率 | O P S |
| ---------- | ---------- | ----- | ----- | ----- | ----- | ----- | -------- | -------- | -------- | ----- | ----- | ----- | -------- | ----- | ----- | ----- | ----- | ----- | ----- | -------- | ----- | -------- | -------- | ----- |
| 2004       | 中日       | 50    | 32    | 27    | 9     | 5     | 2        | 0        | 0        | 7     | 0     | 3     | 0        | 1     | 0     | 3     | 0     | 1     | 9     | 0        | .185  | .290     | .259     | .549  |
| 2005       | 中日       | 2     | 0     | 0     | 0     | 0     | 0        | 0        | 0        | 0     | 0     | 0     | 0        | 0     | 0     | 0     | 0     | 0     | 0     | 0        | ----  | ----     | ----     | ----  |
| 2006       | 楽天       | 103   | 432   | 396   | 44    | 120   | 17       | 7        | 2        | 157   | 29    | 10    | 4        | 6     | 0     | 21    | 0     | 9     | 68    | 6        | .303  | .352     | .396     | .748  |
| 2007       | 楽天       | 135   | 524   | 472   | 57    | 120   | 18       | 2        | 10       | 172   | 48    | 8     | 6        | 12    | 1     | 36    | 2     | 3     | 73    | 6        | .254  | .311     | .364     | .675  |
| 2008       | 楽天       | 124   | 482   | 422   | 52    | 114   | 29       | 6        | 5        | 170   | 56    | 5     | 5        | 9     | 2     | 42    | 3     | 7     | 52    | 6        | .270  | .345     | .403     | .748  |
| 2009       | 楽天       | 132   | 565   | 496   | 84    | 162   | 26       | 13       | 12       | 250   | 76    | 13    | 5        | 8     | 5     | 47    | 1     | 9     | 76    | 4        | .327  | .391     | .504     | .895  |
| 2010       | 楽天       | 127   | 555   | 481   | 86    | 153   | 29       | 7        | 9        | 223   | 64    | 13    | 6        | 5     | 7     | 53    | 2     | 9     | 57    | 3        | .318  | .391     | .464     | .855  |
| 2011       | 楽天       | 91    | 332   | 294   | 25    | 67    | 6        | 2        | 1        | 80    | 17    | 5     | 8        | 9     | 5     | 17    | 0     | 7     | 42    | 1        | .228  | .282     | .272     | .554  |
| 2012       | 楽天       | 121   | 355   | 315   | 34    | 79    | 7        | 3        | 1        | 95    | 33    | 8     | 5        | 18    | 5     | 11    | 0     | 6     | 45    | 7        | .251  | .285     | .302     | .587  |
| 2013       | 楽天       | 54    | 168   | 146   | 24    | 35    | 7        | 1        | 1        | 47    | 10    | 2     | 2        | 7     | 0     | 15    | 1     | 0     | 22    | 5        | .240  | .311     | .322     | .632  |
| 2014       | オリックス | 50    | 102   | 88    | 7     | 20    | 6        | 1        | 1        | 31    | 6     | 1     | 2        | 3     | 0     | 10    | 0     | 1     | 20    | 1        | .227  | .313     | .352     | .665  |
| 2015       | オリックス | 13    | 22    | 22    | 0     | 3     | 1        | 0        | 0        | 4     | 1     | 0     | 0        | 0     | 0     | 0     | 0     | 0     | 2     | 1        | .136  | .136     | .182     | .318  |
| 通算：12年 | 通算：12年 | 1002  | 3569  | 3159  | 422   | 878   | 148      | 42       | 42       | 1236  | 340   | 68    | 43       | 78    | 25    | 255   | 9     | 52    | 466   | 40       | .278  | .339     | .391     | .733  |

- 各年度の太字はリーグ最高

### 年度別守備成績
| 年 度 | 球 団      | 外野  | 外野  | 外野  | 外野  | 外野  | 外野     |
| 年 度 | 球 団      | 試 合 | 刺 殺 | 補 殺 | 失 策 | 併 殺 | 守 備 率 |
| ----- | ---------- | ----- | ----- | ----- | ----- | ----- | -------- |
| 2004  | 中日       | 32    | 14    | 1     | 0     | 1     | 1.000    |
| 2005  | 中日       | 1     | 1     | 0     | 0     | 0     | 1.000    |
| 2006  | 楽天       | 101   | 204   | 3     | 1     | 0     | .995     |
| 2007  | 楽天       | 132   | 270   | 10    | 3     | 4     | .989     |
| 2008  | 楽天       | 123   | 240   | 8     | 5     | 1     | .980     |
| 2009  | 楽天       | 130   | 261   | 8     | 5     | 5     | .982     |
| 2010  | 楽天       | 127   | 239   | 5     | 4     | 1     | .984     |
| 2011  | 楽天       | 87    | 154   | 9     | 1     | 2     | .994     |
| 2012  | 楽天       | 117   | 167   | 3     | 1     | 0     | .994     |
| 2013  | 楽天       | 52    | 85    | 3     | 0     | 0     | 1.000    |
| 2014  | オリックス | 32    | 31    | 2     | 0     | 0     | 1.000    |
| 2015  | オリックス | 12    | 11    | 0     | 0     | 0     | 1.000    |
| 通算  | 通算       | 946   | 1678  | 52    | 20    | 14    | .988     |

- 各年度の太字はリーグ最高

### タイトル
- 首位打者：1回（2009年）

### 表彰
- ベストナイン：1回（外野手部門：2009年）
- ファーム日本選手権MVP（2004年）
- JA全農Go・Go賞：3回（好捕賞：2006年7月 最多二・三塁打賞：2009年8月 好走塁賞：2010年3・4月）
- 月間MVP：1回（2009年8月）
- 報知プロスポーツ大賞（野球部門パ・リーグ）：1回（2009年）

### 記録
初記録
- 初出場：2004年4月30日、対横浜ベイスターズ3回戦（ナゴヤドーム）、7回裏に宮越徹の代打で出場
- 初打席・初安打：同上、7回裏に加藤武治から右前安打
- 初盗塁：2004年5月29日、対阪神タイガース11回戦（ナゴヤドーム）、8回裏に二盗（投手：ジェフ・ウィリアムス、捕手：矢野輝弘）
- 初先発出場：2004年6月1日、対読売ジャイアンツ6回戦（東京ドーム）、6番・左翼手で先発出場
- 初打点：2006年3月28日、対オリックス・バファローズ1回戦（フルキャストスタジアム宮城）、5回裏にトム・デイビーから左前適時打
- 初本塁打：2006年4月22日、対西武ライオンズ4回戦（フルキャストスタジアム宮城）、7回裏に西口文也から右越先制決勝ソロ

節目の記録
- 1000試合出場：2015年7月10日、対東北楽天ゴールデンイーグルス11回戦（楽天koboスタジアム宮城）、12回裏にT-岡田に代わり右翼手として出場 ※史上470人目

その他の記録
- 連続打席三振：9打席（2006年6月30日 - 7月6日）※鵜飼航丞、佐藤直樹と並びプロ野球野手記録、パ・リーグ記録
- オールスターゲーム出場：2回（2007年、2010年）

### 背番号
- 46（2001年 - 2013年）
- 0（2014年 - 2015年）
- 96（2019年 - 2021年）

### 登録名
- 土谷 鉄平（つちや てっぺい、2001年 - 2005年）
- 鉄平（てっぺい、2006年 - 2015年、2019年 - 2021年）※引退後も、通称名として使用。

### 登場曲
- 「独眼竜政宗メインテーマ」池辺晋一郎（2007年5月前半頃まで）
- 「TOKYO通信〜Urbs Communication〜」SOUL'd OUT（2007年5月途中から）
- 「VOODOO KINGDOM」SOUL'd OUT（2008年）
- 「爆走夢歌」Diggy-MO'（2009年）
- 「ALIVE」SOUL'd OUT（現在）